# Manilla (Indiana)
Manilla est une census-designated place située dans le comté de Rush, dans l’État de l'Indiana, aux États-Unis. Lors du recensement de 2020, elle compte 230 habitants.